# Jaldhaka (rivière)

La Jaldhaka (appelée Dharla au Bangladesh) est une rivière indienne, bhoutanaise et bangladaise d'une longueur de 186 km qui coule depuis l'Himalaya et se jette dans le Brahmapoutre.

## Source de la traduction
- (de) Cet article est partiellement ou en totalité issu de l’article de Wikipédia en allemand intitulé « Jaldhaka » (voir la liste des auteurs).